# Anticofimbria orientis
Anticofimbria orientis är en tvåvingeart som beskrevs av Schmitz 1951. Anticofimbria orientis ingår i släktet Anticofimbria och familjen puckelflugor. Inga underarter finns listade i Catalogue of Life.